# Marc Eichinger
Marc Eichinger est un comptable, espion et lanceur d'alerte de nationalité française.

## Biographie
Marc Eichinger est né en 1962 à Neuilly-sur-Seine. Il est fils de résistant et a grandi dans la culture protestante.
Il obtient un bac B à 16 ans. Il poursuit ses études et obtient un BTS DESCS mais n'est pas inscrit à l'ordre des experts comptables. Il réalise son service militaire dans les forces de gendarmerie mobile.
Il a des enfants élevés en Suisse. Il dit avoir été trésorier pendant 10 ans de l'Armée du salut et être amateur d'art martiaux.

## Carrière professionnelle
Dans les années 1980, il est trader (opérateur de marché) et directeur de salle de marché. En 1986, il est cambiste à la BIAO, la « banque de la Françafrique », puis chef de la salle des marchés à Mitsubishi Bank et BBL à Paris. Il participe notamment à l'attaque de George Soros contre la banque d'Angleterre. Après le 11 septembre 2001, il voyage dans divers théâtres d'opération militaires. Depuis 2004, il dirige sa société d’enquêtes et de sécurité, APIC (Assistance Petroleum International Capital),.
En 2006, il enquête sur le détournement des fonds étrangers consacrés à la reconstruction de l’Irak, vivant dans une ancienne forteresse de Saddam Hussein. Il se présente alors comme un investisseur français domicilié en Suisse : « Personne ne se méfie d’un Français qui se balade en demandant comment reconstruire et en attirant toutes les mafias du coin. Et quand vous dites que vous êtes basé à « Genève, Suisse », les voyous vous ouvrent leurs portes, car vous n’êtes pas une menace, et ils ne peuvent pas garder leur cash. »  
En 2010, il affirme dans un rapport que l’achat par Areva de mines d'uranium est surfacturée et constitue une fraude,,,. Anne Lauvergeon réplique en parlant d'« imposture » et de document « inintelligible, indigent et inepte ». À nouveau en 2014 et 2016, il pointe la défaillance de la gestion des mines d'UraMin (société) par Areva, notamment dans l'émission Pièces à conviction. Il affirme ainsi qu'Areva s'est « fait enfler de 1,8 milliard d’euros » lors de l'achat de mines sans valeurs. À la suite, entre autres, de ces révélations, Areva est démantelée en 2016,. Par ailleurs, il semble avéré que les pertes d'Areva atteignent plusieurs milliards d'euros.
Toujours concernant Areva, il dénonce au FBI un possible pacte de corruption lors du rachat de la start-up américaine Ausra, impliquant notamment l'ancien vice-président américain Al Gore.
Il affirme avoir passé 7 ans au Niger, de 2013 à 2020, à travailler sur la sécurité d’une installation pétrolière. Il dénonce une corruption et un détournement de fonds sur le budget français et nigérien de la défense.
Marc Eichinger intervient régulièrement dans les médias, notamment pour parler des affaires financières sur lesquelles il a enquêté.

## Publications

### Essais
- Le système bancaire japonais, Economica, 1992
- La machine spéculative : psychologie des marchés financiers, préface de Jean-François Hénin, Economica, 1996
- L'homme qui en savait beaucoup trop - Révélations d'un agent au cœur des secrets d'État, avec Thierry Gadault, Massot éditions, 2020[13]
- Jeux de guerre - Corruption française : la face cachée de terrorisme, Massot éditions, 2022[14]

### Romans
- Le Réseau. Forgé au combat, avec Alix Meyer, Plon, 2022
- Raven, le pacte du Qatar, Plon, 2024